# Raión de Beylagan
Beylagan (en azerí: Beyləqan) es uno de los cincuenta y nueve rayones en los que subdivide políticamente la República de Azerbaiyán. La capital es la ciudad homónima.

## Territorio y Población
Comprende una superficie de 1131 kilómetros cuadrados, con una población de 81 700 personas y una densidad poblacional de los setenta y dos habitantes por kilómetro cuadrado.